# Adobogíona la Vella
Adobogíona o Adobogíona la Vella (en grec Ἀδοβογιόνα Adobogiona) (c. 90 aC – c. 50 aC) va ser una princesa gàlata d'Anatòlia.
Va tenir dos fills amb Mitridates VI: un fill, anomenat Mitridates de Pèrgam, i una filla, anomenada Adobogíona la Jove .